# 北村紀一郎
北村 紀一郎（きたむら きいちろう、1971年1月14日 - ）は、NHKのアナウンサー。

## 人物
兵庫県姫路市出身。淳心学院高等学校を経て、東京大学経済学部を卒業後、1994年に入局。

## 嗜好・挿話
- 最近はメガネをかけて出演することが多くなっている[2]。
- サックスが得意である[3]。

## 現在の担当番組・業務
- 広島県・中国地方のニュース・中継・リポート
  - お好み845（宿直勤務時）
  - NHKニュースおはようちゅうごく（シフト勤務の土・日曜と代理で担当した際の平日）
  - お好みサタデー
  - お好みサンデー
  - お好みホリデー
  - ニュースちゅうごく645（県域放送縮小時）
- ひろしま コイらじ（ラジオ第1、日替りパーソナリティー）

## 過去の担当番組・業務
山口放送局時代（1度目）
- 山口のニュース・中継・リポート

長野放送局時代
- 長野のニュース・中継・リポート

仙台放送局時代
- 宮城・東北地方のニュース・中継・リポート
- ウイークエンド東北（2002年4月6日 - 2004年3月27日）
- てれまさむね（リポーター）

岡山放送局時代（1度目）
- きびきびワイド（キャスター）
- ニュースコア6岡山（リポーター）
- 岡山ニュース845（不定期）
- おはよう岡山（不定期）
- 岡山のニュース

大阪放送局時代
- 関西ラジオワイド（パーソナリティー）
- 関西845（不定期）
- 関西地方のニュース

山口放送局時代（2度目）
- 山口のニュース・中継・リポート
- 情報維新!やまぐち（不定期:浅野達郎、松苗竜太郎らのキャスター代行など）
- やまぐち845（随時担当）
- おはよう山口（随時担当）

NHK放送文化研究所
- 世論調査部 研究員

岡山放送局時代（2度目）
- 岡山のニュース
- もぎたて!（不定期：望月啓太のキャスター代行など）
- 岡山ニュース845（不定期）
- おはよう岡山（不定期）
- 中国地方のニュース（広島放送局への応援）
- NHKニュースおはようちゅうごく（広島放送局への応援）

松江放送局時代
- 中国地方、広島県内のニュース・気象情報（広島放送局への応援）（2023年7月10日 - 7月14日・11月20日 - 11月23日、2024年7月8日 - 9日など）
- おはようひろしま（NHKニュースおはようちゅうごく）（広島放送局への応援）（2023年7月10日 - 7月14日・11月20日 - 11月23日）
- しまねっとNEWS610（北野剛寛出張時のキャスター代行・2023年8月21-25日、2024年8月21日・22日）

## 同期のアナウンサー
田中朋樹、石井哲也、三橋大樹、阪本篤志ほか